# Raluca Ciulei
Raluca Ciulei (născută la 13 februarie 1980) este un filantrop, antreprenor social, antrenor de tenis și fost jucător profesionist de tenis din România.

## External links
- Raluca Ciulei
- Asociația „Love for Life”
- Materiale video educaționale
- RALUCA CIULEI PARCURGE LA PAS 1200 DE KM PENTRU EDUCAȚIE
- Campioana care face 1200+ kilometri, pentru educație Arhivat în 1 mai 2021, la Wayback Machine.
- Realicatea nespusa
- Alături de Raluca Ciulei pentru educație
- Raluca Ciulei, președinta Asociației „Love for Life” a ajuns ieri, la Sebes
- Raluca Ciulei reia Marșul pentru educație
- O fosta campioana la tenis bate 600 de kilometri pe jos pentru educatie
- Raluca Ciulei la Prietenii de la 10
- Interviurile EBS | Raluca Ciulei
- După 440 kilometri parcurși pe jos, Raluca Ciulei ajunge în Iași în cadrul maratonului său pentru educație
- Raluca Ciulei trece și anul acesta prin Bistrița, la Marșul Educației
- Raluca Ciulei și proiectul ”1200+ km, la pas, pentru educație” au ajuns și la Tulcea
- Raluca Ciulei a început marșul „600+ km pentru educație”. Programul caravanei cuprinde activități cu copiii și în județul Alba
- O călătorie pentru educație. Raluca Ciulei merge pe jos 1200 de kilometri: ”Trebuie să investim în educație, este prea multă ignoranță”
- 1.200 de kilometri in mars pentru educatie
- 1200 de kilometri pentru educatie intre Cluj-Napoca si Vama Veche
- Fosta jucătoare de tenis Raluca Ciulei, popas la Bistrița în drumul de 1200 de km pentru educație
- 1200 km în marș pentru educație. O româncă va trece și prin județul Galați.
- Scoala de tenis Raluca Ciulei
- WTA bio

1. 1 2 3  Site-ul WTA